# Primera División Uruguaya 1990
Il campionato era formato da quattordici squadre e il Bella Vista vinse il titolo.

## Classifica finale
| Pos. | Squadra              | G  | V  | N  | P  | GF | GS | Punti |
| ---- | -------------------- | -- | -- | -- | -- | -- | -- | ----- |
| 1    | Bella Vista          | 26 | 16 | 7  | 3  | 34 | 15 | 39    |
| 2    | Nacional             | 26 | 11 | 10 | 5  | 27 | 16 | 32    |
| 3    | Peñarol              | 26 | 12 | 7  | 7  | 37 | 21 | 31    |
| 4    | Central Español      | 26 | 12 | 5  | 9  | 30 | 25 | 29    |
| 5    | Racing Montevideo    | 26 | 9  | 11 | 6  | 25 | 21 | 29    |
| 6    | Danubio              | 26 | 10 | 9  | 7  | 24 | 21 | 29    |
| 7    | Liverpool            | 26 | 10 | 9  | 7  | 29 | 27 | 29    |
| 8    | Defensor Sporting    | 26 | 7  | 13 | 6  | 20 | 20 | 27    |
| 9    | Rentistas            | 26 | 5  | 14 | 7  | 25 | 24 | 24    |
| 10   | Montevideo Wanderers | 26 | 8  | 7  | 11 | 25 | 24 | 23    |
| 11   | Progreso             | 26 | 8  | 6  | 12 | 19 | 29 | 22    |
| 12   | Cerro                | 26 | 5  | 11 | 10 | 23 | 32 | 21    |
| 13   | River Plate          | 26 | 6  | 7  | 13 | 19 | 33 | 19    |
| 14   | Huracán Buceo        | 26 | 3  | 4  | 19 | 12 | 41 | 10    |

G = Partite giocate; V = Vittorie; N = Nulle/Pareggi; P = Perse; GF = Goal fatti; GS = Goal subiti; 

## Classifica marcatori
| Gol |  |  | Giocatore    | Squadra |
| --- |  |  | ------------ | ------- |
| 13  |  |  | Adolfo Barán | Peñarol |